# Roccagloriosa
Roccagloriosa ('A Rocca in dialetto cilentano meridionale) è un comune italiano di 1 551 abitanti della provincia di Salerno in Campania.

## Geografia fisica
Il territorio di Roccagloriosa si trova al centro di una regione geograficamente ben definita, che include le valli del Mingardo e del Bussento e si affaccia sul Golfo di Policastro. Questo comprensorio risulta racchiuso in un gruppo di rilievi: il Monte Scuro e il Monte Sacro a ovest, il massiccio del Cervati a nord e il Monte Rotondo a est. Tale disposizione permette di considerare la zona un'entità con caratteristiche peculiari nell’ambito cilentano. Il comprensorio è collegato da una serie di valichi attraverso i rilievi citati con le aree confinanti, vale a dire il territorio velino e Moio della Civitella a nord-ovest, il Vallo di Diano a nord e il Lagonegrese a est. La dorsale del Monte Capitenali, dove sorge il comune, costituisce uno spartiacque fra la valle del Mingardo e la valle del Bussento.
Con la sua piccola frazione di Acquavena, è inserita nel territorio del parco nazionale del Cilento e Vallo di Diano, dichiarato dall'UNESCO patrimonio dell'Umanità nel 1998.
- Classificazione sismica: zona 2 (sismicità media), Ordinanza PCM. 3274 del 20/03/2003.

## Origini del nome
La tradizione popolare vuole che il nome di Roccagloriosa sia il composto del latino *rocca,-ae (termine ricostruito, ma non attestato) e gloriosa. Il primo termine sta ad indicare la collocazione strategica del paese, per secoli una roccaforte, il secondo sottolinea la venerazione per la gloriosa Maria di Nazareth, madre di Gesù.

## Storia
Sulla collina denominata "Le Chiaie" sono stati ritrovati reperti databili all'età del Bronzo (II millennio a.C.). Testimonianze più importanti risalgono all'età del ferro (VIII-VI secolo a.C.), in cui nella zona si sviluppò un insediamento stagionale. A partire dal V secolo a.C. si sviluppò un abitato, formato da case a pianta rettangolare allungata, posate su uno zoccolo di pietra. Dal IV al III secolo a.C. si costituisce un perimetro difensivo dell'abitato, cioè una cinta muraria costruita con blocchi di calcare, che lascia all'esterno la necropoli. All'interno della cittadina così fortificata le abitazioni si dispongono in isolati rettangolari.

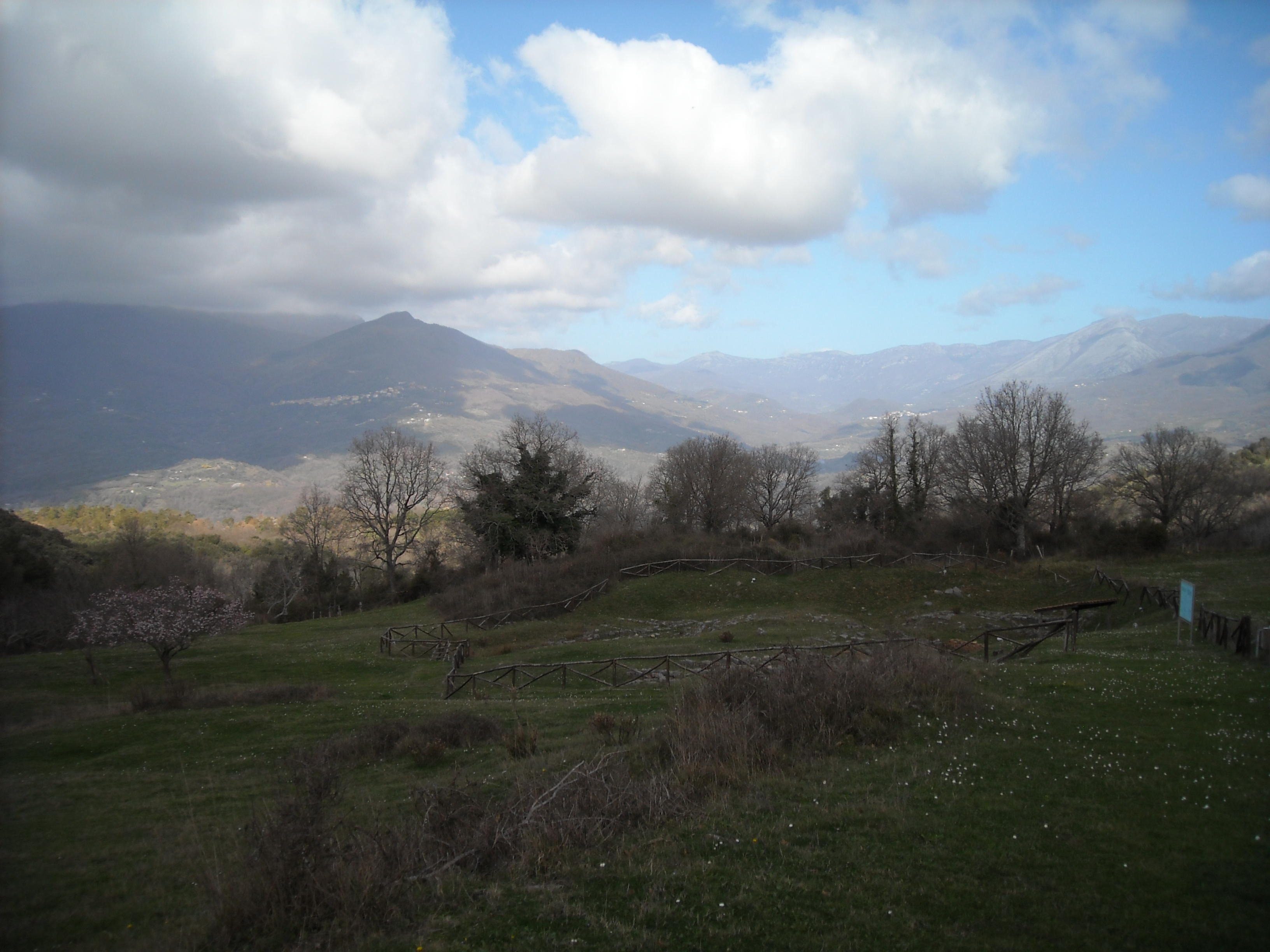
Resti dell'abitato del V-IV sec. a.C., contrada Vauzi di Roccagloriosa
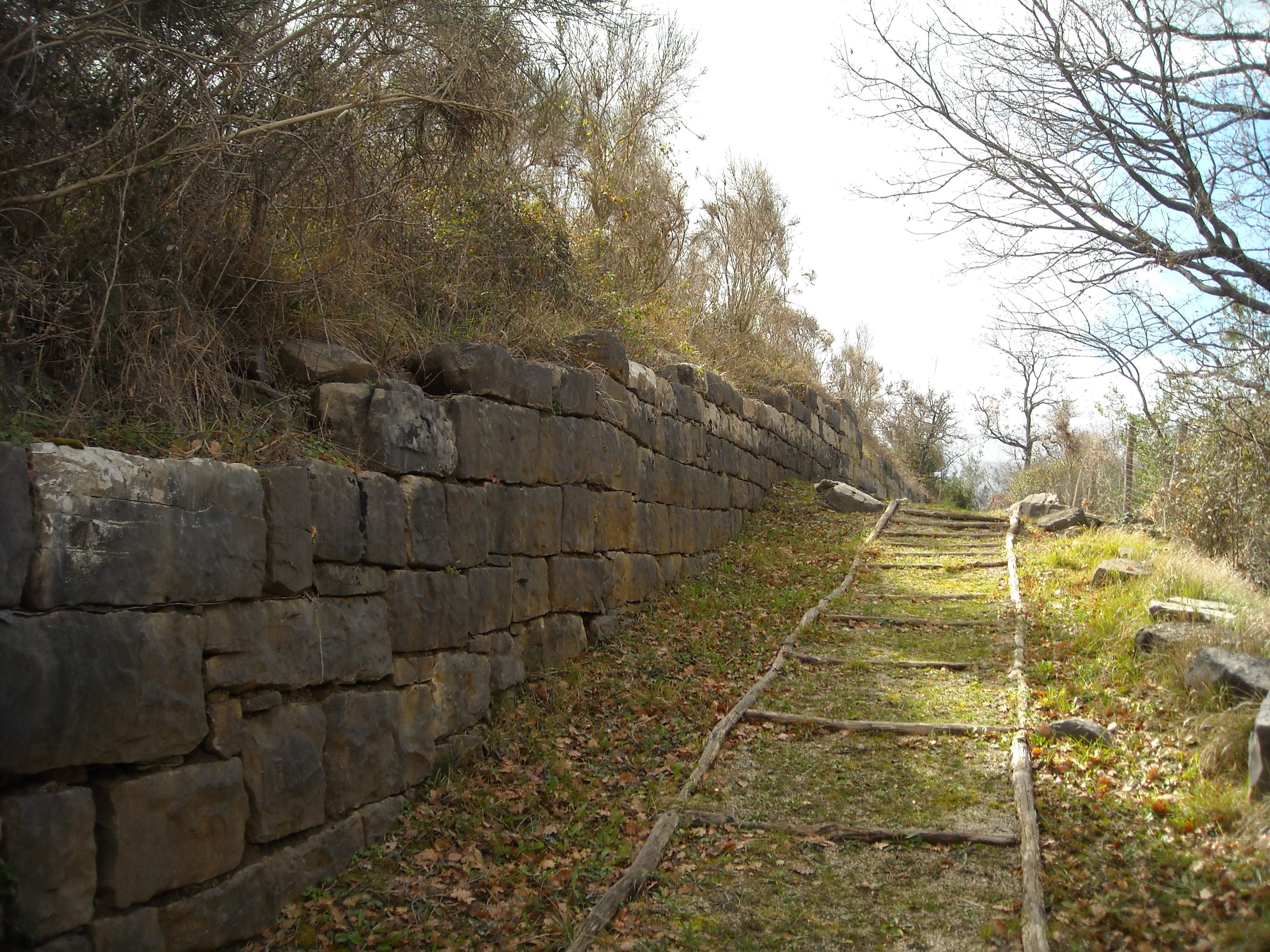
Muro di cinta dell'area archeologica, risalente al IV sec. a.C.
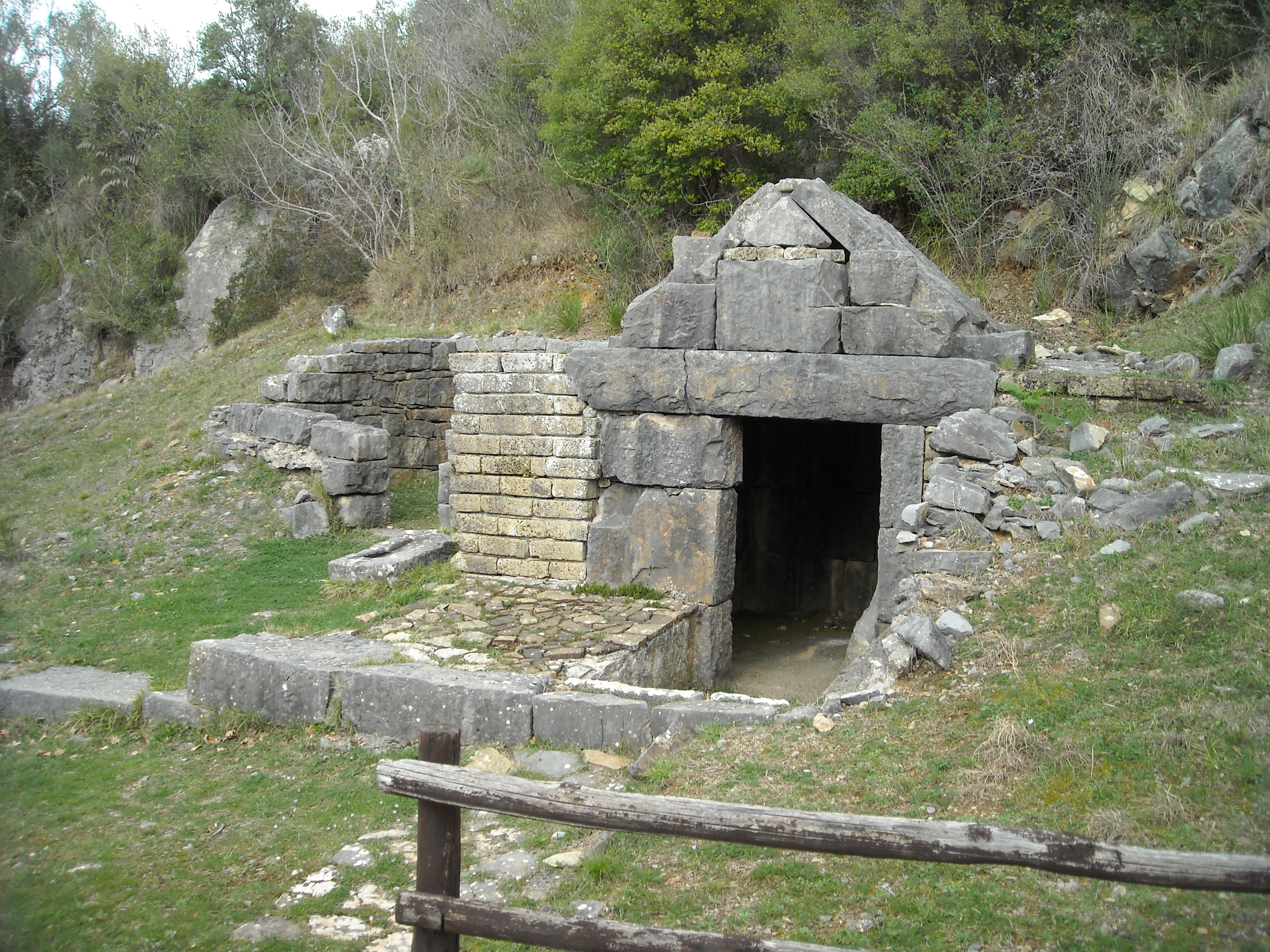
Tomba 15 della Necropoli in località La Scala

Su un frammento di tavola bronzea rinvenuto durante gli scavi archeologici, databile al IV-III secolo a.C., è stato ritrovato uno statuto riguardante l'ordinamento istituzionale civile dell'antica cittadina, testimoniando quindi una notevole complessità della vita civile e amministrativa del popolo dei Lucani.
Nel I secolo a.C., i superstiti alla distruzione di Orbitania eressero un nuovo insediamento, non lontano dal primo, su uno costone di roccia chiamato Armo. L'insediamento si chiamò Patrìzia, l'odierna Rocchetta, cittadina che visse fino al IV secolo d.C.
Alla fine del IV secolo, il generale Stilicone sbarcò con i suoi soldati nel golfo di Policastro, trovò la zona adatta per l'accampamento delle sue truppe. Queste si diedero al saccheggio e alla distruzione degli abitati vicini, e gli abitanti di Patrizia furono costretti a fondersi col nucleo originario: da questa unione nacque un nuovo insediamento, intorno ad una chiesetta del 412 dedicata alla Madonna, zona ancora oggi chiamata Rocca.
Nel VI secolo, in seguito alle invasioni bulgare, presso la Rocca venne costruito un castello, e si costituirono gli abitati di Aquavena, Celle Bulgheria e Rocchetta.

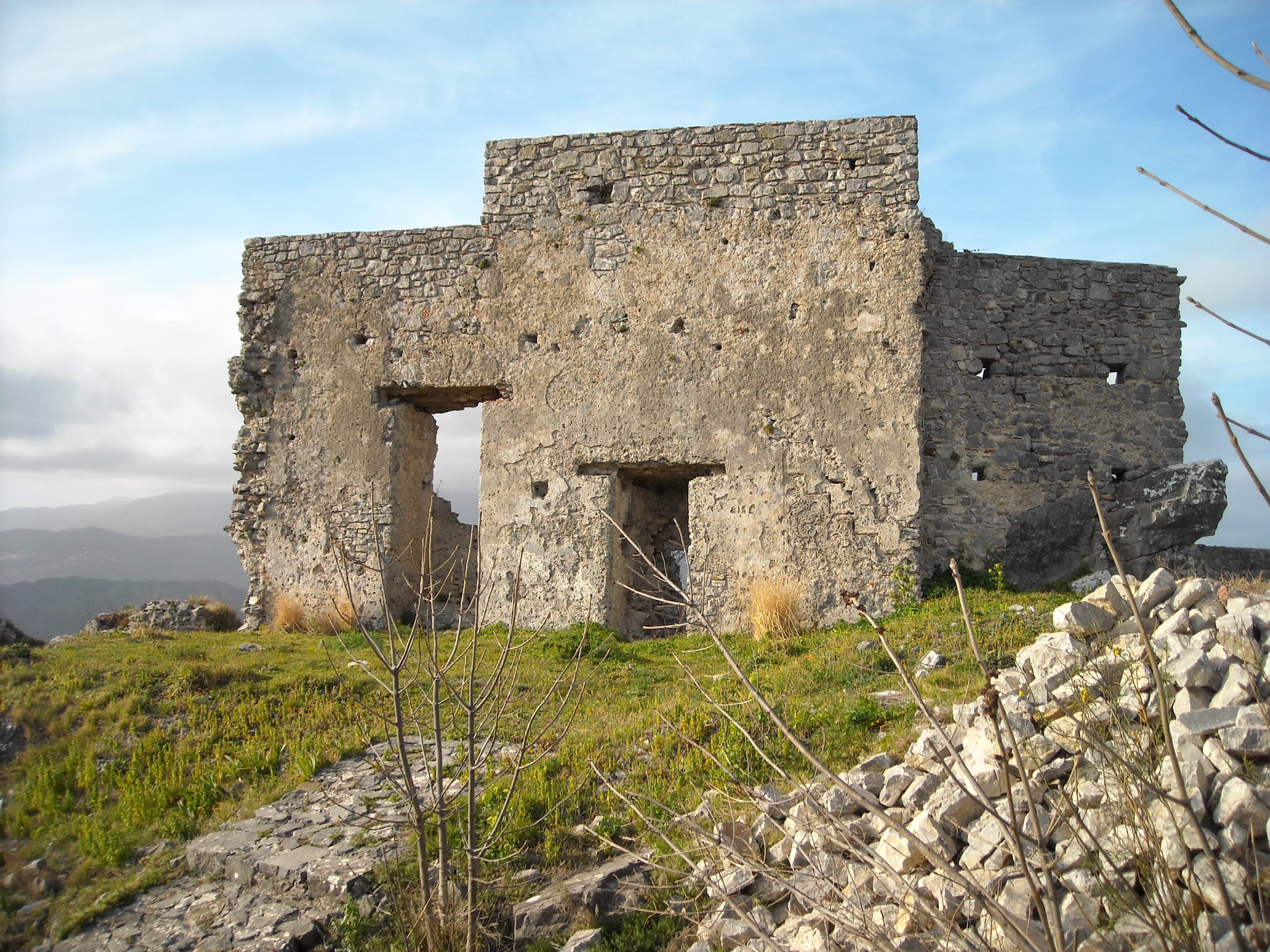
Resti del castello di Roccagloriosa

Nel 590 fu conquistata dai Longobardi, che ingrandirono il castello. Nel XIII secolo questo era uno dei castra exempia di Federico II di Svevia, e se ne riservava l'affidamento direttamente alla casta regnante.
In epoca moderna, il castello dovette subire il saccheggio delle truppe napoleoniche, il 3 agosto 1806. Questo fu incendiato e devastato, per poi essere in buona parte demolito negli anni '50 del XX secolo.
Nello stesso periodo Celle ottenne l'autonomia amministrativa.
Dal 1811 al 1860 ha fatto parte del circondario di Torreorsaja, appartenente al distretto di Vallo del regno delle Due Sicilie.
Dal 1860 al 1927, durante il regno d'Italia ha fatto parte del mandamento di Torre Orsaja, appartenente al circondario di Vallo della Lucania.

## Monumenti e luoghi d'interesse

### Architetture religiose
- Chiesa di San Giovanni: costruita nell'XI secolo, fu restaurata nel 1763 per la terza volta. All'interno otto altari con stemma delle famiglie gentilizie che ne avevano il patronato. La cripta ospitò i defunti fino al 1831.
- Chiesa della Gloriosa: costruita nel 412, è la chiesa più antica del comune, dedicata alla Gloriosa Madre di Dio. Fu distrutta dai francesi nel 1806 e nel 1848 da un terremoto.
- Chiesa di San Nicola: del XVII-XVI secolo, ampliata nel XVII e XVIII secolo.
- Chiesa di Santa Maria dei Martiri.
- Chiesa del Rosario.
- Cappella di Sant'Angelo.
- Cenobio di San Mercurio.
- Chiesa del Carmine (fraz. Acquavena) XVI-XVII secolo
- Chiesa della Potentissima (fraz. Acquavena) XV-XVI secolo

### Architetture civili
- Palazzo De Caro.
- Palazzo Cavalieri.
- Palazzo Balbi.
- Palazzo De Curtis.
- Palazzo Marotta.
- Palazzo Bortone.
- Palazzo Pappafico.
- Palazzo la Quercia.

### Architetture militari
- Castello.

### Aree archeologiche
- Parco archeologico di Roccagloriosa[6]

## Società

### Evoluzione demografica
Abitanti censiti

## Cultura

### Musei
L'Antiquarium locale custodisce numerosi reperti archeologici che risalgono al IV e al III secolo a.C..

## Infrastrutture e trasporti

### Strade
- Strada statale 18 Tirrena Inferiore
- Strada provinciale 17/a Bosco-Acquavena-S.Cataldo.
- Strada provinciale 17/b Bivio S.Cataldo-Celle di Bulgheria-Poderia-Ponte Mingardo.
- Strada provinciale 19 Torre Orsaia-Roccagloriosa (loc. S.Cataldo).
- Strada provinciale 62 Innesto SP 19-Abitato di Roccagloriosa.
- Strada provinciale 430/d Roccagloriosa-Svincolo di Policastro Bussentino.

## Amministrazione
| Periodo | Periodo   | Primo cittadino      | Partito                                 | Carica  | Note |
| ------- | --------- | -------------------- | --------------------------------------- | ------- | ---- |
| 1946    | 1952      | Raffaele Marotta     | Democrazia Cristiana                    | Sindaco |      |
| 1952    | 1958      | Domenico Finamore    | Partito Socialista Italiano             | Sindaco |      |
| 1958    | 1968      | Giovanni Tambasco    | Partito Socialista Italiano             | Sindaco |      |
| 1968    | 1971      | Silvestro Prota      | Partito Socialista Democratico Italiano | Sindaco |      |
| 1971    | 1972      | Francesco Alfinito   | commissario prefettizio                 | Sindaco |      |
| 1972    | 1977      | Silvestro Prota      | Partito Socialista Democratico Italiano | Sindaco |      |
| 1977    | 1990      | Carmine Balbi        | Democrazia Cristiana                    | Sindaco |      |
| 1990    | 1992      | Giovanni Scavariello | Democrazia Cristiana                    | Sindaco |      |
| 1992    | 1993      | Francesco Salurso    | commissario prefettizio                 | Sindaco |      |
| 1993    | 2002      | Maria Balbi          | Democrazia Cristiana                    | Sindaco |      |
| 2002    | 2007      | Gerardino Cavaliere  | L'Ulivo                                 | Sindaco |      |
| 2007    | 2012      | Giuseppe Balbi       | Lista Civica                            | Sindaco |      |
| 2012    | 2013      | Giuseppina Supino    | commissario prefettizio                 | Sindaco |      |
| 2013    | 2018      | Nicola Marotta       | Lista Civica (Centro-sinistra)          | Sindaco |      |
| 2018    | in carica | Giuseppe Balbi       | Lista Civica                            | Sindaco |      |

### Altre informazioni amministrative
Il comune fa parte della Comunità montana Bussento - Lambro e Mingardo
Le competenze in materia di difesa del suolo sono delegate dalla Campania all'Autorità di bacino regionale Sinistra Sele.